# Sufetula minimalis
Sufetula minimalis is een vlinder uit de familie van de grasmotten (Crambidae), uit de onderfamilie van de Lathrotelinae. De wetenschappelijke naam van deze soort is voor het eerst gepubliceerd in 1910 door Thomas Bainbrigge Fletcher.
De spanwijdte is 10 millimeter.
De soort komt voor in de Seychellen (Mahé, Silhouette, Félicité en Coëtivy).